# Hyphoporus tonkinensis
Hyphoporus tonkinensis är en skalbaggsart som beskrevs av Régimbart 1899. Hyphoporus tonkinensis ingår i släktet Hyphoporus och familjen dykare. Inga underarter finns listade i Catalogue of Life.